# Ketschengasse 1

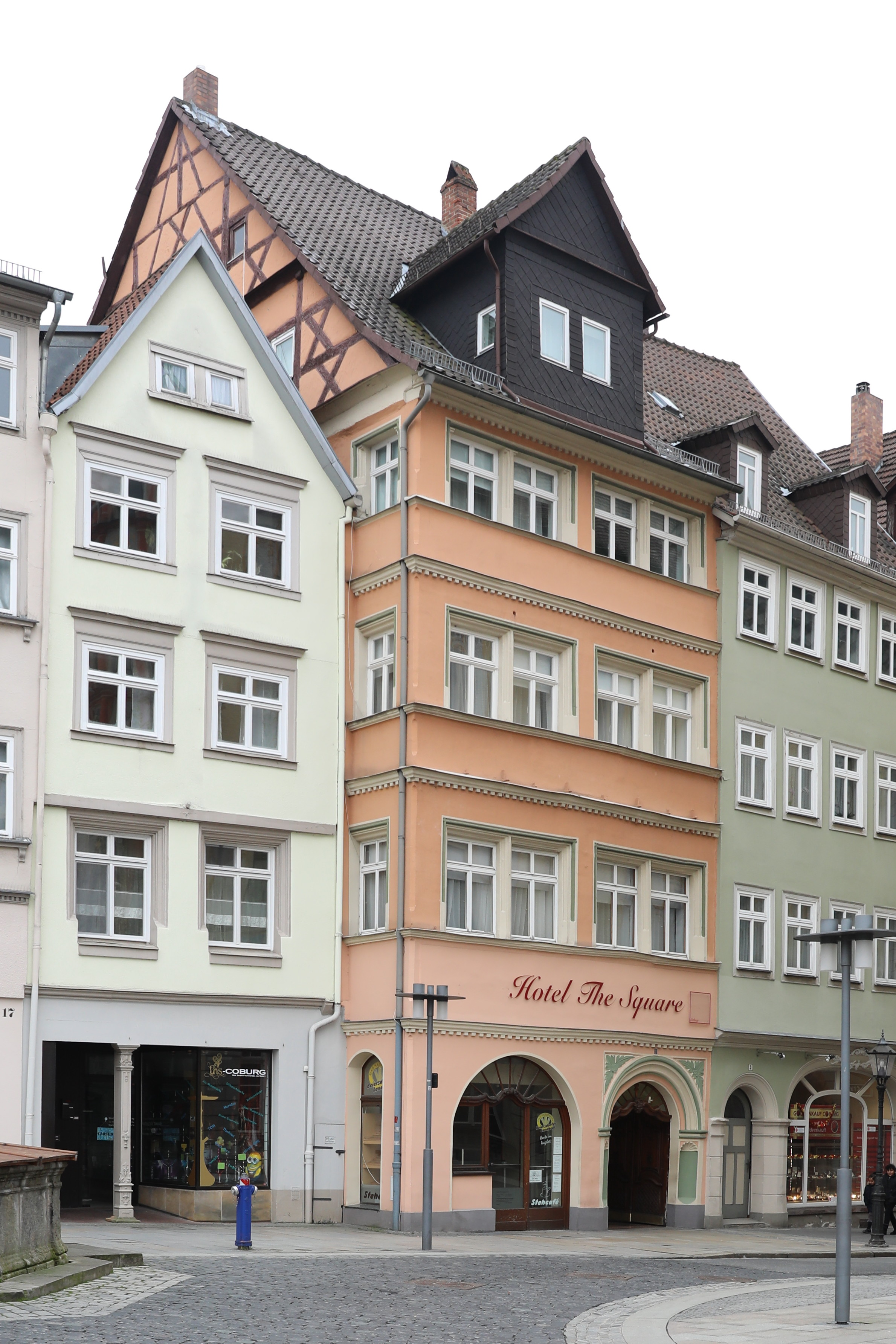
Von links Markt 18 und Ketschengasse Nr. 1 in Coburg

Das Wohn- und Geschäftshaus Ketschengasse 1 in Coburg befindet sich an der südöstlichen Ecke des Marktplatzes, am Anfang der Ketschengasse. Das denkmalgeschützte viergeschossige, traufständige Satteldachgebäude wurde um 1600 errichtet.

## Baugeschichte
Die erstmalige urkundliche Erwähnung als Ratslehen, das über die Braugerechtigkeit verfügte, war im Jahr 1393. Im 15. Jahrhundert existierte ein Gasthof in dem Anwesen. Das heutige Gebäude wurde im Kern um 1600 errichtet. Es markiert den Beginn der Ketschengasse und springt gegen die Baulinie um die Tiefe einer Fensterachse vor. In dieser Zeit entstand auch das Sitznischenportal im Erdgeschoss.
Von 1604 bis 1641 befand sich in dem Gebäude eine Apotheke. 1699 wurde es als Mittelbau mit vier Stockwerken, vier Stuben, einem Gewölbe, einem Keller und einem Stall beschrieben. Um 1785 ließ der damalige Eigentümer, der Kanzleiangestellte Carl Christian Link, die heute noch existierenden Türflügel des Hauptportals einbauen.
1797 erwarb der aus Tirol stammende Kaufmann Johannes Zangerle das Anwesen. Er war katholischen Glaubens und durfte in seinem Haus, erstmals nach Einführung der Reformation in Coburg, ab 1802 legal katholische Gottesdienste feiern lassen. Ab 1806 durfte dann die kleine katholische Gemeinde die Nikolauskapelle nutzen. Die Familie Zangerle unterhielt in Ketschengasse 1 bis zum Jahr 1925 ein Lebensmittel- und Kolonialwarengeschäft.
1925 erwarb der Kaufmann Martin Berlin das Anwesen. Er ließ im Erdgeschoss für eine Ladenerweiterung größere Umbaumaßnahmen durchführen, wobei das Schaufenster vergrößert wurde und eröffnete ein Feinkostwarengeschäft, das bis Anfang der 1990er Jahre bestand. Seitdem befindet sich im Erdgeschoss eine Bäckereifiliale, für die das Schaufenster wieder zu einem Ladeneingang rückgebaut wurde. In den Obergeschossen existiert seit Anfang der 2010er Jahre ein kleines Hotel.

## Architektur
Das schmale, langgestreckte Gebäude überragt mit seiner Fachwerkgiebelwand die Nachbarhäuser am Markt. Die Fassade gliedern in den drei Obergeschossen drei Fensterpaare, getrennt durch Brüstungs- und Profilgesime mit Zahnschnitt. Im dritten, in Fachwerk aufgeführten Obergeschoss, ist eine historische figürliche Stuckdecke erhalten, die 1988 erneuert wurde. Das verschieferte Zwerchhaus wurde im 18. oder 19. Jahrhundert aufgesetzt. Im Hinterhof flankieren viergeschossige offene Holzlauben die Seiten. Die Hofrückseite bildet die Rückfront des Hauses Kirchgasse 8. Das Hofensemble wurde 1986 saniert, nachdem man ein Jahr zuvor dort einen mittelalterlichen Brunnen entdeckt hatte.